# ميشيل بريور
ميشيل بريور (بالهولندية: Michel Breuer)‏ (25 مايو 1980 بخاودا في هولندا - ) هو لاعب كرة قدم هولندي في مركز الدفاع. لعب مع إن إي سي نيميخن وسبارتا روتردام ونادي إكسلسيور ونادي هيرنفين.

## روابط خارجية
- ميشيل بريور على موقع قاعدة بيانات كرة القدم.إي يو (الإنجليزية)
- ميشيل بريور على موقع Soccerway.com (الإنجليزية)
- ميشيل بريور على موقع عالم كرة القدم.نت (الإنجليزية)